# Chupadero, San Luis Potosí
Chupadero är en ort i Mexiko.   Den ligger i kommunen Tampacán och delstaten San Luis Potosí, i den sydöstra delen av landet, 220 km norr om huvudstaden Mexico City. Chupadero ligger 175 meter över havet och antalet invånare är 189.
Terrängen runt Chupadero är platt åt nordväst, men åt sydost är den kuperad. Runt Chupadero är det ganska tätbefolkat, med 80 invånare per kvadratkilometer. Närmaste större samhälle är Tamazunchale, 17,0 km söder om Chupadero. I omgivningarna runt Chupadero växer huvudsakligen savannskog.